# 城郊乡 (卫辉市)
城郊乡，是中华人民共和国河南省新乡市卫辉市下辖的一个乡镇级行政单位。

## 行政区划
城郊乡下辖以下地区：
纱厂街社区、道西街社区、县前街社区、马市街社区、下街社区、卫洲社区、纸坊社区、南张庄社区、东关村、北关村、南马头村、东马头村、北马头村、司湾村、河园村、唐岗村、代庄村、牛庄村、倪湾村、大关庄村、余连庄村、王村、东天平村、前天平村、府君庙村、周湾村、邵庄村、吴坡村、孙坡村、王庄村、毛楼村、徐堤村、纪庄村、焦庄村和洪庄村。